# 奚岡

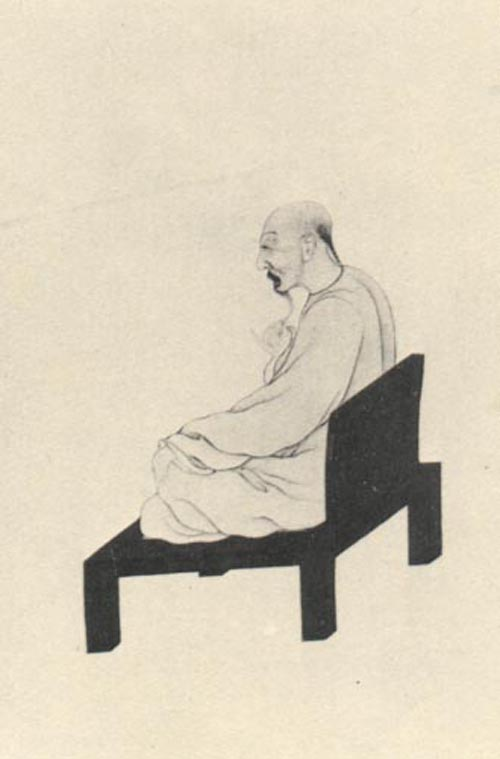
奚岡

奚 岡（けい こう、1746年 - 1803年）は、中国清朝中期の篆刻家・書家・画家である。西泠四家に加えられる。
もとの名は鋼。字は純章、号は鉄生・蘿龕・鶴渚生・蒙泉外史・蒙道士・散木居士。杭州府銭塘県の人。

## 略伝
早熟で子供の時には八分書を書き、長じて行書・草書は名声を得た。山水画にも巧みで董其昌・王時敏らに師法し、花卉画は惲寿平の衣鉢を継ぎ秀逸である。篆刻は丁敬に直接師事し、自由で清らかな作風であった。

## 著書
- 『冬花庵燼餘稿』
- 『蒙泉外史印譜』